# 左丞祖
| 姓名         | 左丞祖   |
| 時代         | 後漢時代 |
| 生没年       | ? - ?    |
| 字・別号     | 〔不詳〕 |
| 出身地       | 〔不詳〕 |
| 職官         | -        |
| 爵位・号等   | -        |
| 陣営・所属等 | 孔融     |
| 家族・一族   | 〔不詳〕 |

左 丞祖（さ じょうそ、生没年不詳）は、中国後漢時代末期の政治家。

## 事跡
劉義遜と共に清廉な俊才との評判を取り、北海国相の孔融に招聘されるが、顧問の座にあるだけで重用はされなかった。孔融は「彼らは民望があるから失うわけにもいかない」と述べていた。
当時は曹操・袁紹・公孫瓚といった群雄が割拠していたが、孔融は弱小勢力の上に孤立していた。左丞祖が強国を後ろ盾にすべきと進言すると、これに反発した孔融によって殺害された。同僚の劉義遜は孔融に失望し、逃亡した。
小説『三国志演義』には登場しない。